# Epilobium rostratum
Epilobium rostratum là một loài thực vật có hoa trong họ Anh thảo chiều. Loài này được Cheeseman mô tả khoa học đầu tiên năm 1895.